# Личуань (Цзянси)
Личуа́нь (кит. упр. 黎川, пиньинь Líchuān) — уезд городского округа Фучжоу провинции Цзянси (КНР).

## История
Во времена империи Сун в 1138 году из уезда Наньчэн был выделен уезд Синьчэн (新城县, «новое укрепление»). Когда после Синьхайской революции в Китае была проведена сверка названий уездов в масштабах страны, то выяснилось, что название «Синьчэн» является популярным, и уезды с таким названием есть во многих провинциях, поэтому в 1914 году уезд Синьчэн провинции Цзянси был переименован в Личуань по названию местной реки.
В первой половине 1930-х годов уезд Личуань оказался на линии противостояния между Китайской Красной армией и гоминьдановскими войсками, и несколько раз переходил из рук в руки.
После образования КНР в 1949 году был создан Специальный район Фучжоу (抚州专区), и уезд вошёл в его состав. В 1952 году Специальный район Фучжоу был переименован в Специальный район Наньчэн (南城专区), но затем ему было возвращено прежнее название. В 1970 году Специальный район Фучжоу был переименован в Округ Фучжоу (抚州地区).
Постановлением Госсовета КНР от 23 июня 2000 года округ Фучжоу был преобразован в городской округ.

## Административное деление
Уезд делится на 6 посёлков и 8 волостей.